# Chemin des Gravilliers
Pour les articles homonymes, voir Gravilliers.
Le chemin des Gravilliers est une voie située dans le 16e arrondissement de Paris, en France.

## Situation et accès
Le chemin des Gravilliers se trouve dans le bois de Boulogne, à proximité de l'hippodrome de Longchamp. Sa direction est quasiment Nord-Sud.